# Misje dyplomatyczne Nauru

Kraje, w których Republika Nauru ma swoje przedstawicielstwa dyplomatyczne

Misje dyplomatyczne Nauru – przedstawicielstwa dyplomatyczne Republiki Nauru przy innych państwach i organizacjach międzynarodowych. Poniższa lista zawiera wykaz obecnych ambasad, wysokich komisji i konsulatów zawodowych. Nie uwzględniono konsulatów honorowych.

## Azja
- Tajlandia
  - Bangkok (Konsulat generalny)
- Tajwan
  - Tajpej (Ambasada)

## Australia i Oceania
- Australia
  - Brisbane (Konsulat generalny)
- Fidżi
  - Suva (Wysoka komisja)

## Organizacje międzynarodowe
- ONZ
  - Nowy Jork - Stałe Przedstawicielstwo przy Organizacji Narodów Zjednoczonych